# Digital Supply Chain Twin
Ein digitaler Logistikzwilling oder Digital Supply Chain Twin (DSCT) ist ein digitales und dynamisches Simulationsmodell eines realen Logistiksystems, das eine langfristige, bidirektionale und rechtzeitige Verbindung zwischen physischem und realem System aufweist. Das Logistiksystem kann ein ganzes Wertschöpfungsnetzwerk oder ein Teilsystem dessen sein.
Die ursprüngliche Idee des Konzepts Digital Twin (DT) geht auf eine Präsentation von Michael Grieves von der Universität von Michigan im Jahr 2003 zurück. Grieves entdeckte das Potential in einen virtuellen Abbild eines physischen Gegenstandes, der kontinuierlich synchronisiert wird. In den folgenden Jahren wurde das DT-Konzept in unterschiedlichen Anwendungsbereichen angewendet (z. B. Produktdesign, Prozessoptimierung, Vorhersage der Restnutzungsdauer). Während zu Beginn der digitale Zwilling nur auf einzelne Produkte oder Maschinen fokussiert war, wurde das Konzept mit der Zeit auf immer komplexere Systeme übertragen.
Spätestens seit der Aufnahme in den Hype Cycle von Gartner im Jahr 2017 gewinnt der DSCT immer mehr an Bedeutung in Wissenschaft und Praxis. Gartner beschrieb den DSCT als eine der disruptivsten Technologien der Supply Chain. In den Jahren 2019 und 2020 wurde der Digital Supply Chain Twin von Gartner als einer der wichtigsten Technologietrends in der Supply Chain beschrieben, aber auch andere Studien betonen die zukünftige Bedeutung des DSCT-Konzepts.
Durch den Digital Supply Chain Twin ist es möglich, Informationen über das reale Logistiksystem zu gewinnen, Rückschlüsse zu ziehen, Entscheidungen zu treffen und Aktionen in der realen Welt durchzuführen. Das DSCT ermöglicht den Einsatz von analytischen, prädiktiven und präskriptiven Methoden mit dem Ziel, die Logistikleistung entlang des gesamten Kundenauftragsprozesses ganzheitlich zu verbessern.